# Stadion Miejski w Tychach
Stadion miejski w Tychach – stadion piłkarski wykorzystywany przez klub sportowy GKS Tychy. Może pomieścić 15 300 widzów. Właścicielem stadionu jest miasto Tychy, a zarządza nim Tyski Sport S.A. Obiekt został wybudowany w latach 2013–2015 w miejscu dawnego Stadionu Miejskiego.
Stadion był jedną z aren Mistrzostw Europy U-21 w 2017 roku (rozegrano na nim trzy spotkania fazy grupowej i jeden półfinał turnieju) oraz Mistrzostw Świata U-20 w 2019 roku (odbyło się na nim sześć spotkań fazy grupowej, jeden mecz 1/8 finału i jeden ćwierćfinał).
11 października 2020 roku na stadionie odbył się mecz piłkarskich reprezentacji Armenii i Gruzji (2:2), rozegrany w ramach Ligi Narodów UEFA. Spotkanie to, ze względu na konflikt w Górskim Karabachu, przeniesione zostało na teren neutralny (gospodarzem formalnie była Armenia, a mecz pierwotnie miał się odbyć w Erywaniu), wybór padł zaś na stadion w Tychach. Spotkanie odbyło się bez udziału publiczności.

## Obecny stadion
14 lipca 2009 roku Urząd Miasta Tychy ogłosił Specyfikacje Istotnych Warunków Zamówienia dla zadania pn. „Wykonanie dokumentacji projektowej pn.: „Modernizacja Stadionu Miejskiego wraz z wyposażeniem”, w trybie negocjacji z ogłoszeniem. Autorzy projektu: arch. Piotr Łabowicz, arch. Marcin Kulpa, arch. Andrzej Wiszowaty, arch. Andrzej Poznański, uzyskali pozwolenie na budowę 4.05.2011.
Tyski Sport SA w sierpniu 2012 roku ogłosił przetarg na „Modernizację Stadionu Miejskiego w Tychach wraz z wyposażeniem”, w którego wyniku komisja przetargowa Urzędu Miasta Tychy dokonała wyboru oferty firmy Mostostal Warszawa SA. W październiku 2012 roku spółka Tyski Sport SA wystąpiła z wnioskiem o przeniesienie decyzji pozwolenia na budowę z 2011 roku, na jej rzecz. Decyzję o przeniesieniu uzyskano 30 października 2013 roku. Budowę stadionu rozpoczęto w grudniu 2012 roku, natomiast oddanie obiektu do użytkowania nastąpiło 18.07.2015 roku.
W latach 2013–2015 w miejscu zburzonego starego stadionu powstał obecny obiekt. Wykonawcą był Mostostal Warszawa S.A., który wybudował stadion za kwotę 128,9 mln zł. Nowy obiekt jest typowo piłkarski (zredukowanie funkcji lekkoatletycznej), całość trybun została przykryta dachem z blachy tytanowo-cynkowej, posiada 15 300 miejsc i spełnia wymogi kategorii 3 UEFA. Tym samym na tyskim stadionie można rozgrywać mecze eliminacji Ligi Mistrzów, Ligi Europy oraz Ligi Konferencji bądź spotkania eliminacyjne do Mistrzostw Świata lub Mistrzostw Europy. Budynek klubowy oraz trybuna honorowa znajduje się od strony ulicy Baziowej, a sektor przeznaczony dla kibiców gości mieści się na trybunie północnej. Bezpośrednio przy stadionie znajduje się 312 miejsc parkingowych.

## Historia
Budowa dawnego stadionu została rozpoczęta w 1967 roku, a w 1970 roku rozegrano na nim pierwszy mecz – Górnik Wesoła pokonał drużynę Stali Stalowa Wola 2:1. Stadion w dniu otwarcia mieścił 10 000 widzów z czego 6 000 miejsc było siedzące. Wokół boiska rozciągała się 4/6 torowa bieżnia  o długości 400m. Przylegały do niej trzy bieżnie do skoku w dal. Do celów treningowych służyły dwa boiska boczne – jedno trawiaste o rozmiarach 96 m na 60 m z oświetleniem i ogrodzeniem, drugie ziemiste bez oświetlenia. W sezonie 1970/71 na stadionie grała wówczas trzecioligowa drużyna Górnika Wesoła. Od następnego sezonu na boisku w Tychach grał już nowo powstały GKS Tychy. Rekord frekwencji na stadionie – 25 000 widzów – padł dwukrotnie: 16.03.1975 roku w meczu z Górnikiem Zabrze (1:1) oraz 31.03.1976 z Ruchem Chorzów (0:1). Na końcu swojej używalności obiekt posiadał on trybuny na 12 000 miejsc, ale tylko 2 620 krzesełek. Stary stadion został zburzony w 2013 roku, a w jego miejscu w latach 2013–2015 powstał obecny obiekt.

## Nagrody
- Nagroda „Orły Rozrywki” – Laureat Konkursu Wybór Klienta (2019), (2020), (2021), (2022)[10]
- Nagroda „Złote Orły Rozrywki” (2019), (2020), (2021), (2022)[10]